# Piotr Świderski
Piotr Świderski (ur. 11 maja 1983 w Gostyniu) – polski żużlowiec i trener sportu żużlowego.
Drużynowy mistrz Polski z 2006 i 2014.

## Życiorys

### Kariera sportowa
Piotr Świderski do czynienia ze sportem żużlowym miał już jako dziecko. Jego ojciec, wielki fan tego sportu, zabierał go ze sobą na mecze. Piotr jako chłopiec obiecał sobie, że kiedyś zostanie zawodowym żużlowcem. Początkowo ścigał się z kolegami na rowerach, następnie jeździł na motorynce, a jeszcze później na WueSCe. Po ukończeniu dziesiątego roku życia Świderski zapisał się do żużlowej szkółki znajdującej się w Pawłowicach. Po opanowaniu podstawowych umiejętności Piotr trenował w Rawiczu, a następnie we Wrocławiu.
Egzamin na licencję żużlową zdał w 1999 na częstochowskim torze. W barwach wrocławskiej drużyny zadebiutował podczas towarzyskiego spotkania z Kolejarzem Rawicz. Pojedynek ten zakończył się dla młodego zawodnika fatalnie, ponieważ na skutek upadku odniósł on poważniej kontuzji kręgosłupa. Uraz ten wykluczył go z jeżdżenia do końca sezonu. W kolejnych dwóch latach Piotr nie umiał wywalczyć sobie miejsca w składzie WTS-u i występował w turniejach juniorskich. W rozgrywkach ligowych Świderski zadebiutował jako zawodnik Kolejarza Rawicz, do której został wypożyczony z Wrocławia w 2002 roku. W meczu tym Piotr zdobył tylko jeden punkt, chociaż gdyby nie defekty i upadek uzbierałby ich zapewne znacznie więcej. Z czasem Świderski radził sobie już jednak znacznie lepiej, występował nawet w Mistrzostwach Europy Juniorów. Kolejny rozgrywki Piotr ponownie spędził w Kolejarzu, którego był wiodącą postacią. Razem z Marcinem Nowaczykiem zajął piątą lokatę w Młodzieżowych Mistrzostwach Polski Par Klubowych, a finał Srebrnego Kasku zakończył na jedenastej pozycji.
Sezon 2004 rozpoczął jako zawodnik Atlasu Wrocław. Razem z Robertem Miśkowiakiem tworzył jedną z najlepszych par juniorskich w lidze. W jednej z rund kwalifikacyjnych Młodzieżowych Mistrzostw Polski Par Klubowych Świderski musiał wystartować samemu, ponieważ Miśkowiak zdawał w tym dniu maturę, a władze polskiego żużla nie zgodziły się na przesunięcie terminu zawodów. Świderski zdobył komplet osiemnastu oczek, jednak wynik ten był i tak zbyt niski, by przejść do następnej fazy turnieju. W kolejnych zawodach, Mistrzostwach Świata Juniorów, Robert zwyciężył, a Piotr zajął piąte miejsce. Tę samą lokatę Świderski zajął w finale Młodzieżowych Mistrzostw Polski w Pile. Wraz z WTS-em zdobył drużynowo wicemistrzostwo kraju. W 2005 Świderski startował już jako senior i dosyć niespodziewanie wywalczył sobie miejsce w składzie. Uplasował się na czternastym miejscu Indywidualnych Mistrzostw Polski oraz dziewiątej pozycji Indywidualnych Mistrzostw Europy. W 2007 był wypożyczony do ZKŻ Kronopol Zielona Góra. W sezonie 2010 Piotr ponownie powrócił do Wrocławia.
W 2008 przeniósł się z WTS-u Wrocław do pierwszoligowego RKM-u Rybnik, a następnie został zawodnikiem Unii Tarnów.

### Kariera trenerska
4 listopada 2019 objął posadę trenera klubu PGG ROW Rybnik, po rezygnacji Piotra Żyto. 17 lutego 2020 skończyła się jego kariera trenerska w Rybniku.
25 sierpnia 2020, po rezygnacji Marka Cieślaka, objął posadę trenera klubu Włókniarz Częstochowa. Drużynę prowadził do końca sezonu 2021.
Jesienią 2024 został trenerem głównej drużyny Cellfast Wilków Krosno, zastępując Ireneusza Kwiecińskiego. 